# Trinciato
Trinciato è un termine utilizzato in araldica per indicare una partizione diagonale dall'alto a destra, al basso a sinistra. Il trinciato è una delle quattro partizioni principali. Si blasona prima il triangolo superiore poi l’inferiore.
Tale partizione è contrassegno in Toscana, al dire del Ginanni, di appartenente alla fazione guelfa che abbia dimostrato neutralità sincera, e guerriera nobiltà. Può rappresentare inoltre comunicazione di virtù, divisione di imperio e matrimonio proporzionato.
Secondo i diversi smalti il Ginanni attribuisce al trinciato molti significati: se d'oro e di rosso rappresenterebbe trionfi di guerra; d'oro e d'azzurro giurisdizione militare e comando; d'oro e di verde proprietà in amore, mediocrità di bellezza e di virtù, e nobiltà in animo giovanile; d'oro e di nero buona fortuna ottenuta con fortezza; d'oro e di porpora autorità con perfetto dominio; d’argento e di rosso sospensione d'armi; d’argento e di azzurro pensieri alti e concordi colla purità dell’animo; d'argento e di nero libertà stabilita ed animi concordi; d’argento e di porpora religione sostenuta con umiltà di cuore.

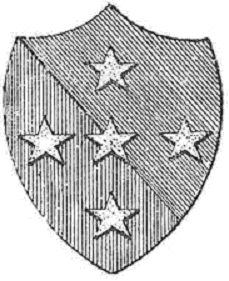
Trinciato di verde e di rosso
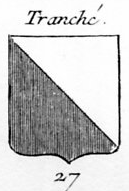
Trinciato d'argento e di rosso
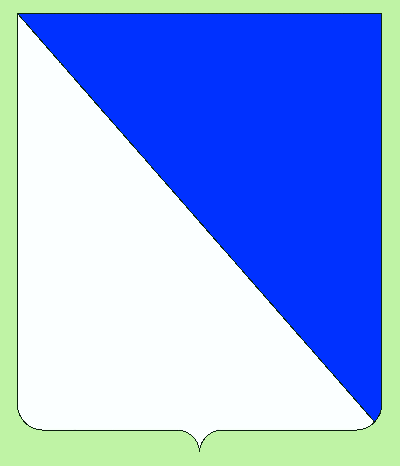
Trinciato d'azzurro e d'argento
Trinciato: nel 1° di rosso; nel 2° rombeggiato d'argento e d'azzurro (stemma di Tubre)
Trinciato d'argento e di rosso (famiglia Gozzadini di Bologna)
Trinciato di rosso e d'azzurro (Signy-Avenex, Svizzera)
Trinciato d'oro e d'azzurro, alla banda d'azzurro (stemma della Bosnia ed Erzegovina)
Trinciato d'argento e d'azzurro, alla banda di rosso (Canale)
Trinciato inchiavato di rosso e d'argento, alla banda d'oro attraversante (arcivescovo Luigi Fransoni)